# Lądowisko Brodnica
Lądowisko Brodnica – lądowisko sanitarne w Brodnicy, w województwie kujawsko-pomorskim, znajdujące się przy ul. Wiejskiej 9 i zarządzane przez Powiatowy Szpital w Brodnicy. Przystosowane jest do startów i lądowań śmigłowców o dopuszczalnej masie startowej do 4000 kg, Zostało oddane do użytku w listopadzie 2011 roku w celu zapewnienia lotniczego transportu ratowniczego i sanitarnego mieszkańcom powiatu brodnickiego realizowanego przez Lotnicze Pogotowie Ratunkowe.
Lądowisko widnieje w ewidencji lądowisk Urzędu Lotnictwa Cywilnego pod numerem 78.

## Historia
22 listopada 2011 o godzinie 13.45 starostowie brodniccy: Piotr Boiński i Jędrzej Tomella w obecności marszałka województwa kujawsko-pomorskiego Piotra Całbeckiego na placu przy szpitalu w Brodnicy dokonali uroczystego otwarcia obiektu dla śmigłowców ratowniczych. Łączna kwota projektu wyniosła 6 215 220,00 zł. Lądowisko w 85% zbudowane zostało ze środków unijnych. Powiat brodnicki dołożył do inwestycji 848 852 złote, tj. 15% całej kwoty. Środki z UE na inwestycje pozyskano w ramach Programu Operacyjnego Infrastruktura i Środowisko 2007-2013 – Rozwój systemu ratownictwa medycznego priorytet XII Bezpieczeństwo zdrowotne i poprawa efektywności systemu ochrony zdrowia.